# 門 (小説)

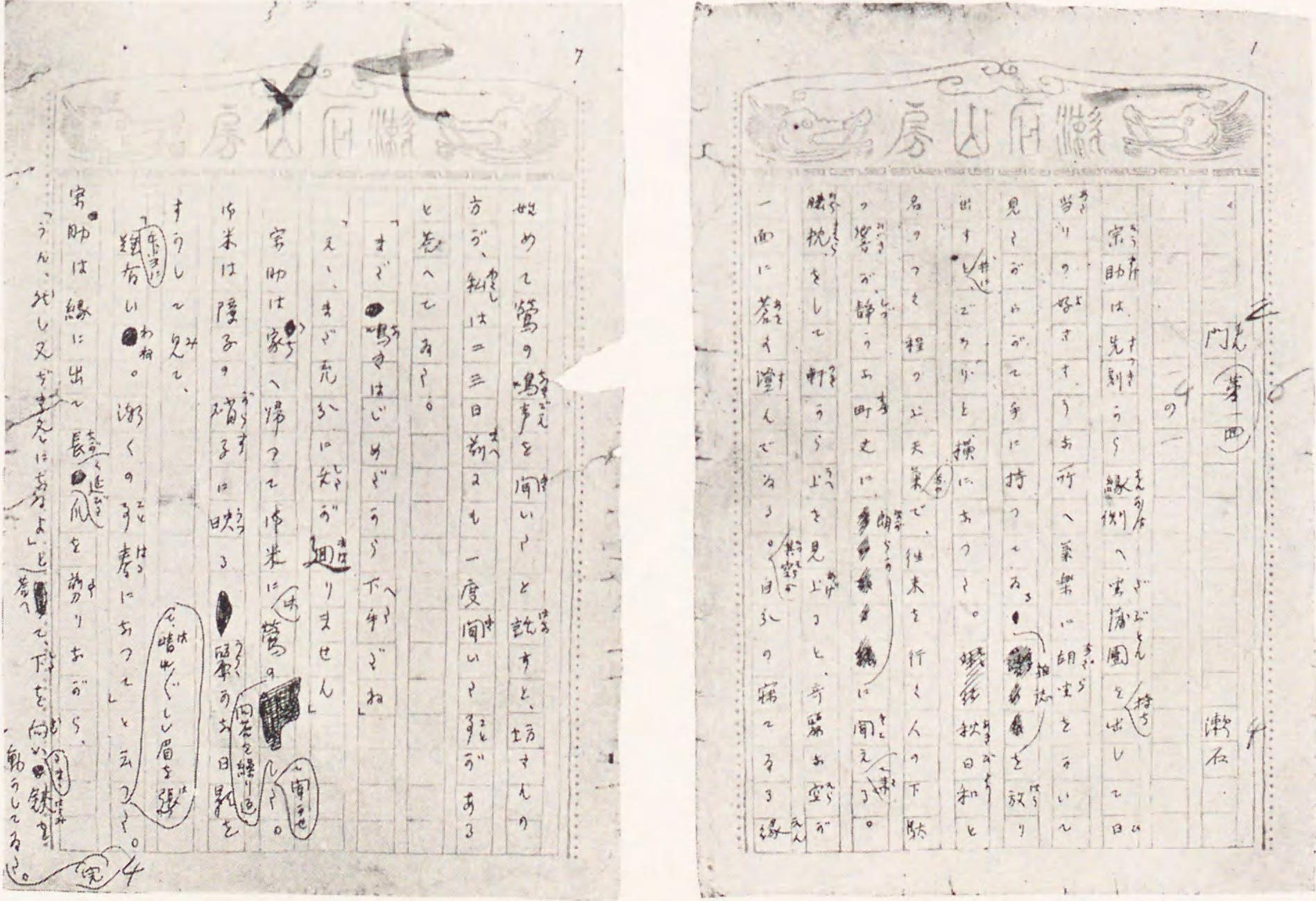
『門』原稿の一部

『門』（もん）は、夏目漱石の長編小説。1910年に「朝日新聞」に連載され、翌年1月に春陽堂より刊行された。
『三四郎』『それから』に続く、前期三部作最後の作品。親友であった安井を裏切って、その妻である御米と結婚した宗助が、罪悪感から救いを求める様を描く。
本項では同作品を原作にしたテレビドラマについても記述する。

## あらすじ
宗助は、かつての親友である安井の妻である御米を得たが、その罪ゆえに、ひっそりと暮らさざるをえなかった。そのため弟小六に関する父の遺産についてもあまり関心を示さず、小六を引き取り共に暮らすことになる。しかし気苦労の多い弟との同居のためなどで、御米は寝込んでしまう。大事にはならなかったが、やがて安井の消息が届き、大家の坂井のもとを訪れることを聞く。
宗助は救いを求めるために鎌倉へ向かい参禅したが、結局悟ることはできず帰宅する。すでに安井は満州に戻り、小六は坂井の書生になることが決まっていた。御米は春が来たことを喜ぶが、宗助はじきに冬になると答える。
参禅の折に出された公案「父母未生以前」という言葉は、『吾輩は猫である』『行人』など、他の作品にも見られる。

## 登場人物
野中宗助
主人公。役所勤め。親友から妻を得たことに後ろめたさを感じ、崖の下にある家にひっそりと暮らしている。
御米（およね）
宗助の妻。かつては安井の内縁の妻であった。
小六
宗助の弟。大学に在学中。
安井
宗助のかつての友人。御米を奪われ、姿を消す。
坂井
屋主。
佐伯
宗助の伯父方。

## 作品解説
『三四郎』『それから』とともにいわゆる前期三部作をなす作品で、その最後にあたる。この作品は『それから』で友人の妻を奪い返し、高等遊民を脱して職を探しに出た主人公・長井代助の「それから」で、社会から逃れるように暮らす夫婦の苦悩や悲哀を描写している。
宗助は唐突に鎌倉に参拝、本来ならば最も緊張感がある場面となるべきであろう、安井の出現が遠くの出来事となってしまい、結果として『それから』で見られたような大きなクライマックスを持たずに終焉を迎えてしまっているが、これは漱石の病状の悪化が原因であるといえる。この作品の連載終了後、漱石は胃潰瘍のため入院。さらに修善寺の大患を経験し、作風が大幅に変わっていくことになる。

## その他
104回連載された直筆原稿は1958年から東京都世田谷区の大東急記念文庫に747枚が保管されていたが残り4枚の所在は長らく不明のままであった。しかし2012年6月22日に福島県個人宅で直筆原稿の残り4枚、連載第14回の8枚目と第70回の5枚目から7枚目が発見、鑑定のうえ本物とされた。出版されたものとはルビの振り方などが違っており、これで全751枚の直筆原稿が揃う事となった。

## テレビドラマ

### 1973年版
『わが愛』というタイトルで1973年1月12日から4月5日に渡ってTBSで放送された。
ギャラクシー賞第24回期間選奨受賞作品。
友を裏切って駆け落ちした男女二人のささやかな生活と心のさびしさを描く。
ギャラクシー賞の授賞理由「夏目漱石の原作を生かし、緊密な脚本構成と重厚にして細緻な演出により、最近のスタジオドラマにみられぬ陰影深い作品です」

#### 出演者（1973年版）
- 宗助：加藤剛
- 妻・お米星由里子
- 叔父の佐伯：永井智雄
- 叔母：荒木道子
- 山内明
- 岩崎加根子
- 山﨑努
- 堀内正美

#### スタッフ（1973年版）
- 原作：夏目漱石
- 脚本：早坂暁
- 音楽：武満徹
- 演出：大山勝美

### 1993年版
『門 -それから』というタイトルで1993年5月31日と6月7日の2回に渡って、テレビ東京系列の『日本名作ドラマ（第1期）』（月曜21:00 - 21:54）で放送された。

#### 出演者（1993年版）
- 風間杜夫
- 有森也実
- 古尾谷雅人
- 泉本のり子

#### スタッフ（1993年版）
- 原作：夏目漱石
- 脚本：早坂暁
- 監督：大山勝美

| テレビ東京系 日本名作ドラマ（第1期） | テレビ東京系 日本名作ドラマ（第1期） | テレビ東京系 日本名作ドラマ（第1期） |
| 前番組                               | 番組名                               | 次番組                               |
| ------------------------------------ | ------------------------------------ | ------------------------------------ |
| 鍵                                   | 門 -それから                         | 伊豆の踊り子                         |